# University Press of Kentucky
La University Press of Kentucky (UPK) è una casa editrice universitaria creata nel 1969 come successore della University of Kentucky Press e legata al sistema delle università del Kentucky. L'università sponsorizzava la pubblicazione accademica dal 1943. Nel 1949 la casa editrice fu istituita come agenzia accademica separata sotto il presidente dell'università e l'anno successivo Bruce F. Denbo, allora della Louisiana State University Press, fu nominato primo direttore. Denbo è stato direttore dell'UPK fino al suo pensionamento nel 1978, costruendo un piccolo ma illustre catalogo di libri accademici con enfasi sulla storia americana e sulla critica letteraria.
Dalla sua riorganizzazione, la casa editrice ha rappresentato un consorzio che ora comprende tutte le università statali del Kentucky, sette dei suoi college privati e due società storiche. UPK è entrata a far parte dell'Association of University Presses nel 1947.
La casa editrice è supportata dalla Thomas D. Clark Foundation, una fondazione privata senza scopo di lucro fondata nel 1994 al solo scopo di fornire supporto finanziario alla University Press of Kentucky. Prende il nome in onore di Thomas D. Clark, storico laureato del Kentucky e fondatore della University Press of Kentucky.